# Africaspis gala
Africaspis gala är en insektsart som beskrevs av Abraham Munting 1967. Africaspis gala ingår i släktet Africaspis och familjen pansarsköldlöss. Inga underarter finns listade i Catalogue of Life.